# مارکو هالر
مارکو هالر (آلمانی: Marco Haller؛ زادهٔ ۱ آوریل ۱۹۹۱) دوچرخه‌سوار اهل اتریش است.
از باشگاه‌هایی که در آن رکاب زده‌است می‌توان به تیم کاتیوشا–آلپتسین اشاره کرد.